# باشگاه فوتبال تاج تهران در فصل ۱۳۴۱
باشگاه فوتبال تاج تهران در فصل ۱۳۴۱ این فصل، هفدهمین فصل حضور تیم تاج، که امروزه با نام استقلال شناخته می‌شود در فوتبال ایران بود. تاج در این فصل تنها در جام باشگاه‌های تهران و چند دیدار دوستانه شرکت کرد.

## پیش زمینه
این فصل را می‎توان آخرین سال تیم رویایی از عصر طلایی نسل اولی‎های تیم تاج تهران به شمار آورد؛ تیم تاج در بهترین دوران خود به سر می‎برد و قهرمانی‎ها و نایب قهرمانی‌های پیاپی تیم تاج که از سال ۱۳۳۵ آغاز شده بود، تا پایان همین سال ادامه یافت. تیم پر مهره تاج عنوان قهرمانی جام باشگاه‌های تهران را بدون باخت و بالاتر از رقیب سنتی خود، تیم شاهین به دست آورد اما در مسابقات جام حذفی باشگاه‌های تهران شرکت نکرد. مسابقاتی که با قهرمانی تیم شاهین و عنوان دومی تیم شهربانی تهران همراه شد.

## مرور فصل

### جام باشگاه‌های تهران
این رقابت‎ها در پاییز و زمستان سال ۱۳۴۱ و به صورت دوره‎ای میان ۱۲ تیم برتر تهران برگزار شد و در نهایت با عنوان قهرمانی تیم تاج تهران به پایان رسید. خط دفاعی مستحکم تیم تاج به رهبری عارف قلیزاده از مهمترین عوامل کسب این عنوان قهرمانی بود به گونه‌ای که تاج در دوازده بازی تنها چهار گل دریافت کرد و توانست فصل را بدون شکست به پایان برساند. در دیدار تیم تاج برابر تیم شاهین، در‎ حالی که تیم تاج یا یک گل از رقیب پیش بود، به علت ترک زمین توسط تیم شاهین بازی ۵–۰ به سود تیم تاج اعلام شد.

## فهرست بازیکنان
بازیکنانی که در این سال برای تیم تاج به میدان رفتند عبارت بودند از: محمد بیاتی، منوچهر طیورچی، مهدی کشاورز، اونیک کاراپتیان، حشمت مهاجرانی، حسن حبیبی، محمد رنجبر، عارف قلی‌زاده، محمد فرزین زاده، حجت ازگلی، منوچهر حبیبی، حسین یزدانیان، قارابط کوچار، کامبیز جمالی، رضا زمینی، امیرحسین ابری، بیوک جدیکار، محمود بیاتی، پرویز کوزه‎کنانی، نادر افشارعلوی، واهان ایلخانف، فریبرز اسماعیلی، کرم نیرلو، اصغر شرفی

## بازی‌ها

### جام باشگاه‌های تهران
منبع
| ۲۴ آذر ۱۳۴۱ ۱ | تاج تهران | ۱ – ۰ | نادر تهران | تهران                 |
|               |           |       |            | ورزشگاه: امجدیه تهران |

| ۲۷ آذر ۱۳۴۱ ۲ | تاج تهران | ۱ – ۰ | داریوش تهران | تهران                                  |
|               | جدی‌کار    |       |              | ورزشگاه: امجدیه تهران داور: قائم مقامی |

| ۱ دی ۱۳۴۱ ۳                                                                              | تاج تهران | ۰ – ۰ | تهرانجوان | تهران                                   |
|                                                                                          |           |       |           | ورزشگاه: امجدیه تهران داور: اصغر تهرانی |
| یادداشت: طبق قرعه‌کشی انجام شده تیم تاج با لباس قرمز و تیم تهران‌جوان با لباس آبی بازی کرد |           |       |           |                                         |

| ۴ دی ۱۳۴۱ ۴ | تاج تهران          | ۱(۵) – (۰)۰ | شاهین تهران | تهران                 |
| | جدیکار ۷' (پنالتی) |             |             | ورزشگاه: امجدیه تهران |
| یادداشت: داور در دقیقه ۵۴ گل تیم شاهین را مردود اعلام کرد و در پی این تصمیم بازی نیمه تمام ماند و بازی به سود تاج تهران ثبت شد |                    |             |             |                       |

| ۷ دی ۱۳۴۱ ۵ | تاج تهران | ۲ – ۱ | کیان تهران | تهران                                       |
|             |           |       |            | ورزشگاه: امجدیه تهران داور: جلال قائم مقامی |

| ۱۳ دی ۱۳۴۱ ۶ | تاج تهران               | ۵ – ۰ | سپه تهران | تهران                                   |
|              | اسماعیلی · جمالی · شرفی |       |           | ورزشگاه: امجدیه تهران داور: اصغر تهرانی |

| ۲۱ دی ۱۳۴۱ ۷ | تاج تهران | ۱ – ۰ | دارایی تهران | تهران                                   |
|              | ابری ۷۳'  |       |              | ورزشگاه: امجدیه تهران داور: اصغر تهرانی |

| ۲۸ دی ۱۳۴۱ ۸ | تاج تهران  | ۱ – ۰ | آرارات تهران | تهران                                   |
|              | جدیکار ۴۸' |       |              | ورزشگاه: امجدیه تهران داور: اصغر تهرانی |

| ۴ بهمن ۱۳۴۱ ۹ | تاج تهران | ۸ – ۱ | دیهیم تهران | تهران                 |
|               |           |       |             | ورزشگاه: امجدیه تهران |

| ۱۵ بهمن ۱۳۴۱ (تاریخ احتمالی) ۱۰ | تاج تهران | ۵ – ۰ | کوروش تهران | تهران                 |
|                                 |           |       |             | ورزشگاه: امجدیه تهران |

| ۲۴ اسفند ۱۳۴۱ ۱۱ | تاج تهران                 | ۲ – ۲ | شعاع تهران                       | تهران                                   |
|                  | جدیکار ۴۴' · یزدانیان ۴۵' |       | نیرلو ۶۱' (پنالتی) · ابوطالب ۶۲' | ورزشگاه: امجدیه تهران داور: اصغر تهرانی |

### بازی‌های دوستانه
منبع
| ۲۸ اردیبهشت ۱۳۴۱ دوستانه ۱ | تاج تهران                              | ۳ – ۴ | کریستال پرو                                            | تهران                                  |
|                            | جدیکار ۷۵' · جمالی ۵۹' · افشارعلوی ۴۹' |       | رامیرز ۲۳'، ۵۵' · پاساچه ۱۶' · مهاجرانی ۴۷' (گل‌به‌خودی) | ورزشگاه: امجدیه تهران داور: داود نصیری |

| ۳۰ شهریور ۱۳۴۱ دوستانه ۲                                                      | تاج تهران | ۰ – ۱ | شاهین تهران | تهران                 |
|                                                                               |           |       |             | ورزشگاه: امجدیه تهران |
| یادداشت: دیدار خیریه که به نفع زلزله زدگان زمین‌لرزه ۱۳۴۱ بوئین‌زهرا برگزار شد. |           |       |             |                       |

| آبان ۱۳۴۱ دوستانه ۳ | تاج تهران | ۲ – ۱ | شاهین تهران | تهران                 |
|                     |           |       |             | ورزشگاه: امجدیه تهران |

| ۲ آذر ۱۳۴۱ دوستانه ۴ | تاج تهران | ۰ – ۳ | تورپیدو گرجستان                    | تهران                                   |
|                      |           |       | داشویلی ۳۰'، ۵۳' · سراج ولادزه ۷۹' | ورزشگاه: امجدیه تهران داور: داوود نصیری |

| ۱۰ اسفند ۱۳۴۱ دوستانه ۵ | تاج تهران    | ۱ – ۳ | استوا بخارست رومانی            | تهران                 |
|                         | اسماعیلی ۲۲' |       | کنستانتین ۱۷' · راکشی ۲۱'، ۳۵' | ورزشگاه: امجدیه تهران |

## سایر ورزشها
- در مسابقات بسکتبال بانوان باشگاه های تهران، تیم تاج عنوان قهرمانی را کسب نمود.
- تیم دوچرخه سواری تاج عنوان نخست رقابت های قهرمانی باشگاه های تهران را به دست آورد.
- در مسابقات دو صحرانوردی قهرمانی باشگاه‌های تهران تیم تاج عنوان نخست را کسب نمود.
- در مسابقات شنا قهرمانی باشگاه‌های تهران تیم تاج به عنوان قهرمانی دست یافت اما در مسابقات شیرجه به عنوان دومی رسید.
- در مسابقات مشت‌زنی قهرمانی باشگاه‌های تهران تیم تاج به عنوان قهرمانی دست یافت.
- در مسابقات واترپلو باشگاه‌های تهران تیم تاج به مقام دومی این دوره از مسابقات دست یافت و تیم دیهیم (تیم دوم تاج) عنوان قهرمانی را کسب نمود.

منبع